# 马特尔 (加利福尼亚州)
馬特爾（英語：Martell）是位於美國加利福尼亞州阿馬多爾縣的一個人口普查指定地區。

## 地理
馬特爾的座標為38°22′01″N 120°47′46″W / 38.36694°N 120.79611°W，而該地最高點為海拔高度453米（即1486英尺）。

## 人口
根據2010年美國人口普查的數據，馬特爾的面積為6.054平方千米，當中陸地面積為6.051平方千米，而水域面積為0.003平方千米。當地共有人口282人，而人口密度為每平方千米46人。